# Рудиков (Гадячский район)

Рудиков (укр. Рудиків) — село,
Беленченковский сельский совет,
Гадячский район,
Полтавская область,
Украина.
Код КОАТУУ — 5320480411. Население по переписи 2001 года составляло 71 человек.

## Географическое положение
Село Рудиков примыкает к селу Грипаки, на расстоянии в 0,5 км расположены сёла Ореханово и Киблицкое.
По селу протекает пересыхающий ручей с запрудой.

## История
- 1870 — дата основания.